# Церковь святых Петра и Павла (Медведичи)
Церковь святых апостолов Петра и Павла (бел. Касцёл Святых апосталаў Пятра і Паўла) — католический храм в деревне Медведичи, Брестская область, Беларусь. Относится к Пинскому диоцезу. Памятник архитектуры в стиле необарокко, построен в 1908 году.

## История

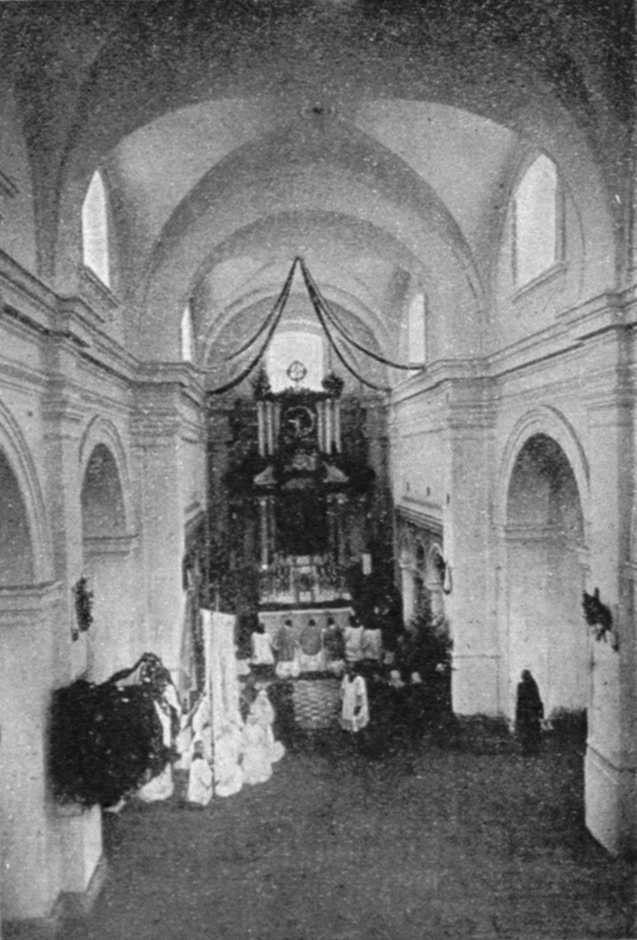
Интерьер храма. Фото 1914 года

Медведичи впервые упоминаются в письменных источниках XV века как владение, принадлежавшее виленскому епископу. В XV веке здесь был построен первый католический храм. В 1588 году — владение виленского епископа и кардинала Юрия Радзивилла.
В 1908 году в селе построен новый кирпичный костёл свв. Петра и Павла по проекту известного архитектора Стефана Шиллера. В местном католическом приходе произносил проповеди на белорусском языке Пётр Татаринович.
В настоящее время — действующий католический храм.

## Архитектура
Здание выстроено в необарочном стиле, ряд источников характеризует архитектурный стиль здания, как эклектику. Храм представляет собой однобашенную трёхнефную базилику. Центральный неф переходит в пятигранный пресвитерий с боковыми низкими ризницами и слабовыраженной апсидой, в апсиде расположен двухъярусный, необарочный алтарь. Нефы разделены двумя парами мощных колонн. Главный фасад имеет ступенчатое, ярусное построение; увенчан двухъярусной, четырёхгранной колокольней со шпилем.